# Itame anataria
Itame anataria är en fjärilsart som beskrevs av Louis W. Swett 1913. Itame anataria ingår i släktet Itame och familjen mätare. Inga underarter finns listade i Catalogue of Life.